# Залесский, Константин Александрович
Константи́н Алекса́ндрович Зале́сский (14 октября 1965, Москва) — российский историк, журналист, автор большого числа работ, главным образом биографических справочников.

## Биография
Родился в семье служащих. Отец — Александр Александрович Залесский (1929—1976), адвокат Московской городской коллегии; мать — Юлия Алексеевна Щеголева (родилась в 1936), преподаватель.
Окончил среднюю школу № 366 города Москвы. В 1982 году поступил на факультет журналистики МГУ, который окончил в 1987 году по специальности «радиожурналистика». Диплом — «„Дойче национал-цайтунг унд зольдатен-цайтунг“ — рупор крайне правых сил ФРГ» (депонирован в ИНИОНе).
В 1987 году поступил на работу в издательство «Большая советская энциклопедия» (с 1991 года — «Большая Российская энциклопедия») в редакцию Истории СССР и КПСС (в 1990 году переименована в редакцию Отечественной истории): младший редактор, редактор, научный редактор. Вёл в редакции тематику «внутренняя и внешняя политика России в XIX — начале XX в.»; принимал участие в работе над энциклопедиями «Политические деятели России. 1917 год», «Отечественная история. С древнейших времен до 1917 г.», «Немцы России» (1998—2001), «Заграничные походы российской армии. 1813—1815» (2011) и др. Автор большого числа статей.
С сентября 1993 года — заместитель директора по маркетингу издательства «Прогресс-Академия». С января 1994 года работал в рекламно-информационное агентство «R-Имидж» (руководил креативным отделом, отделом новых проектов, отделом полиграфии и др.). Одновременно, в 1994—1996 годах, главный редактор бюллетеня «Выставки» газеты «Экономика и жизнь».
С февраля 1997 года — старший корреспондент, заместитель главного редактора «Экономика и жизнь — Московский выпуск», 1-й заместитель главного редактора и ответственный секретарь журнала частного вкладчика «Сбережения».
С января 1998 года — ответственный редактор издательского дома «Аванта+». Составитель и ответственный редактор тома «Российские столицы» «Энциклопедии для детей». С декабря 2000 года работал в издательстве «Астрель» (издательская группа «АСТ»), где ведёт книги по военной и политической истории. В июле 2013 года перешёл в Российский институт стратегических исследований научным сотрудником, в марте 2017 года оставил работу в РИСИ.
С октября 2019 года — вице-президент Ассоциации историков Второй мировой войны годов имени О. А. Ржешевского.
Многочисленные публикации 2000-х годов по истории нацистской Германии выходили с его участием: он был либо их редактором, либо автором предисловия, либо рекомендовал их к печати, либо был инициатором издания и т. д. В 2013 году стали издаваться мемуары военачальников нацистской Германии (Г. Гудериан, Й. Фрисснер, Э. фон Манштейн), откомментированные и отредактированные Залесским, снабжённые аннотированным указателем и предисловием.
Часто выступает по радио и телевидению по вопросам истории нацистской Германии, его статьи появляются в исторических журналах. Также был автором серии статей в «Губернских ведомостях» и «Парламентской газете» по вопросам государственного устройства, самоуправления и истории государственных учреждений Российской империи.
С ноября 2023 года ведет по воскресениям на радио «Говорит Москва» часовую передачу «Исторический пасьянс».
В сентябре 2024 г. его работа «Нюрнберг вне стенограмм» получила премию ММКЯ «Книга года» в номинации Humanitas.

### Семья
- Жена — Мария Кирилловна Залесская (в девичестве Мордовина, родилась 1 января 1970 года в Москве), главный редактор издательства «Молодая гвардия»[3], заместитель главного редактора издательства «Вече», специалист по творчеству Рихарда Вагнера и по истории королевства Баварии времён Людвига II, автор книг по творчеству Джоан Роулинг; автор книги «Замки баварского короля» — исторического путеводителя по замкам Людвига II Баварского, а также биографии Р. Вагнера в серии «ЖЗЛ» (2011), которая признана в Германии в 2013 году лучшей зарубежной биографией композитора[4]. В юбилейный 2013 год Залесская вела для русской службы Дойче Велле и для радио «Орфей» репортажи с Байройтского фестиваля. Также она выпустила в серии «ЖЗЛ» биографии Ференца Листа (2016) и Людвига II (2018)[5].
  - Сын — Александр (родился в 1995), аспирант Института российской истории РАН.

## Труды
- Вожди и военачальники третьего рейха. Биографический словарь. М., «Вече», 2000. С. 570.
- Первая мировая война. Биографический энциклопедический словарь. М., «Вече», 2000. С. 576.
- Империя Сталина. Биографический энциклопедический словарь. М., «Вече», 2000. С. 609.
- Кто был кто в Третьем рейхе. М., «Астрель», 2002. С. 932.
- Наполеоновские войны. Биографический энциклопедический словарь, М., «Астрель», 2003. С. 832.
- Кто был кто в Первой мировой войне, М., «Астрель», 2003.
- Кто был кто во Второй мировой войне. Союзники Германии. М., «Астрель», 2004.
- Кто был кто во Второй мировой войне. Союзники СССР. М., «Астрель», 2004.
- РСХА. М., «Яуза», 2004.
- Энциклопедия Третьего рейха. Охранные отряды (СС). М., Яуза-ЭКСМО, 2004.
- Энциклопедия Третьего рейха: Вермахт. М., Яуза-ЭКСМО, 2005.
- Энциклопедия Третьего рейха: НСДАП. М., Яуза-ЭКСМО, 2005.
- Энциклопедия Третьего рейха: Кригсмарине. М., Яуза-ЭКСМО, 2005.
- Энциклопедия Третьего рейха: Люфтваффе. М., Яуза-ЭКСМО, 2006; отдельным внесерийным изданием переиздана под названием: «Герои» Люфтваффе. Первая Персональная энциклопедия. М., Яуза, 2013.
- Энциклопедия Третьего рейха: Железный крест. М., Яуза-ЭКСМО, 2007; отдельным внесерийным изданием переиздана М., Яуза, 2013.
- Семнадцать мгновений весны. Кривое зеркало Третьего рейха. М., Вече, 2006.
- Командиры элитных частей СС. М., АСТ, 2006.
- Командиры «Лейбштандарта». М., АСТ, 2007.
- Командиры национальных формирований СС. М., АСТ, 2007.
- Начальники Генерального штаба вермахта. М., Яуза-ЭКСМО, 2007.
- История войн. Россия (в соавторстве с О. В. Сухаревой и А. А. Фетисовым). М., Астрель, 2007.
- Чёрная гвардия Гитлера. М., Издатель Быстров, 2007. Представляет собой сборник из двух частей: Залесский К. А. Чёрная гвардия Гитлера, и Хауссер П. Войска СС в действии. В 2008 году признана экстремистским материалом решением Кузьминского районного суда города Москвы[6]
- Вооружённые силы III Рейха. Полная энциклопедия. Вермахт, люфтваффе, кригсмарине. М., Яуза-ЭКСМО, 2008.
- Охранные отряды нацизма. Полная энциклопедия СС. М., Вече, 2009.
- Кто есть кто в истории СССР, 1924—1953. М., Вече, 2009.
- Кто был кто во Второй мировой войне. СССР и союзники. М., Вече, 2010.
- Кто был кто во Второй мировой войне. Германия и союзники. М., Вече, 2010.
- Кто был кто в истории СССР, 1953—1991. М., Вече, 2010.
- Военная элита Германии. 1870—1945. М., Вече, 2010.
- Залесский К. А. СС. Самая полная энциклопедия. — М.: Яуза-Пресс, 2012. — 896 с. — ("Элита Гитлера". Беспрецедентные энциклопедии). — 1500 экз. — ISBN 978-5-9955-0462-7.
- «Элита» Гитлера во Второй мировой войне. Кто был кто в Третьем рейхе. М., Яуза, 2012.
- Залесский К. А. Великая Отечественная война. Большая биографическая энциклопедия. — М.: АСТ, 2013. — 1759 с. — ISBN 978-5-17-078426-4..
- 100 великих полководцев Первой мировой. М., Вече, 2013.
- Первая мировая война. Энциклопедия. Т. 1-2. М., ФИВ, 2014.
- Русско-японская война 1904—1905 гг. (в соавторстве с П. В. Мультатули). М.: РИСИ, 2015.
- Государство террора. СС в системе власти Третьего рейха. М.: Вече, 2021.
- Третий рейх без прикрас. М.: Наше завтра, 2022.
- На страже нацистского режима. Гестапо, СД и криминальная полиция. М.: Вече, 2022.
- За кулисами катастрофы : Провокации, дипломатия и война. М.: Наше завтра, 2022.
- Войска Чёрного ордена. Зарождение и развитие войск СС. М.: Вече, 2022.
- Союзники Германии во Второй мировой войне. Европа в услужении Гитлера. М.: Вече, 2022.
- Сателлиты Германии во Второй мировой войне. Вассалы Гитлера. М.: Вече, 2022.
- Нацистский партийно-государственный аппарат. 1933—1945. М.: Вече, 2023.
- Фашизм CF нацизм. М.: Наше завтра, 2023.
- Нюрнберг вне стенограмм. М.: Молодая гвардия, 2024.